# 滇梨
滇梨（学名：Pyrus pseudopashia）为蔷薇科梨属下的一个种。

## 扩展阅读
- 維基物種上的相關：滇梨